# Serafino Parisi
Serafino Parisi (* 3. ledna 1962, Santa Severina) je italský římskokatolický duchovní a biskup Lamezia Terme.

## Život
Narodil se 3. ledna 1962 v Santa Severina.
Vstoupil do kněžského semináře. Po teologickém studiu byl 25. dubna 1987 vysvěcen na kněze a inkardinován do arcidiecéze Crotone-Santa Severina. Poté pokračoval ve studiu na Papežském biblickém institutu v Římě, kde získal licenciát. Na Univerzitě Tor Vergata získal titul z filosofie. Během studa absolvoval stáž v Jeruzalémě.
Působil jako učitel hebrejštiny, novozákonní řečtiny a biblické exegeze na Kalábrijském teologickém institutu v Catanzaru. Byl ředitelem biblické školy Bêt Jôsēph. Dne 7. května 2022 jej papež František jmenoval biskupem Lamezia Terme. Biskupské svěcení přijal 2. července z rukou arcibiskupa Angela Raffaele Panzetty a spolusvětiteli byli arcibiskup Claudio Maniago a biskup Giuseppe Schillaci.